# Иван Андреев (опълченец)
Вижте пояснителната страница за други личности с името Иван Андреев.
Иван Андреев е български опълченец (1877 – 1878) от Македония.

## Биография
Роден е в 1853 година в село Мешеища, Охридско.
Постъпва в Българското опълчение като редник в V дружина, IV рота на 18 юни 1877 година, уволнен е на 22 юни 1878 година (според свидетелството му от дружината датите са съответно 12 юни 1877 и 21 юли 1878 г.).
Участва в боевете с турците при село Уфланлии (4 юли), при Казанлък (5 юли) и при Стара Загора (19 юли), в отбраната на прохода Шипка (9 – 12 август), в превземането на укрепения лагер Шейново на 28 декември 1877 година. В свидетелството от командването на V дружина се отбелязва, че за своите действия и усърдие заслужава да бъде отличен.
Награден е със Сребърен медал за отбраната на Шипка на 12 септември 1879 година.
След Освобождението на България работи като дюлгер. Жена му Елена (Нена) е родом от Горна Джумая (днес Благоевград), имат четирима сина. Постоянното им местожителство е в Татар Пазарджик (днес Пазарджик).
Умира на 8 февруари 1922 г. в Татар Пазарджик, България.